# Eva van Hoogeveenhof

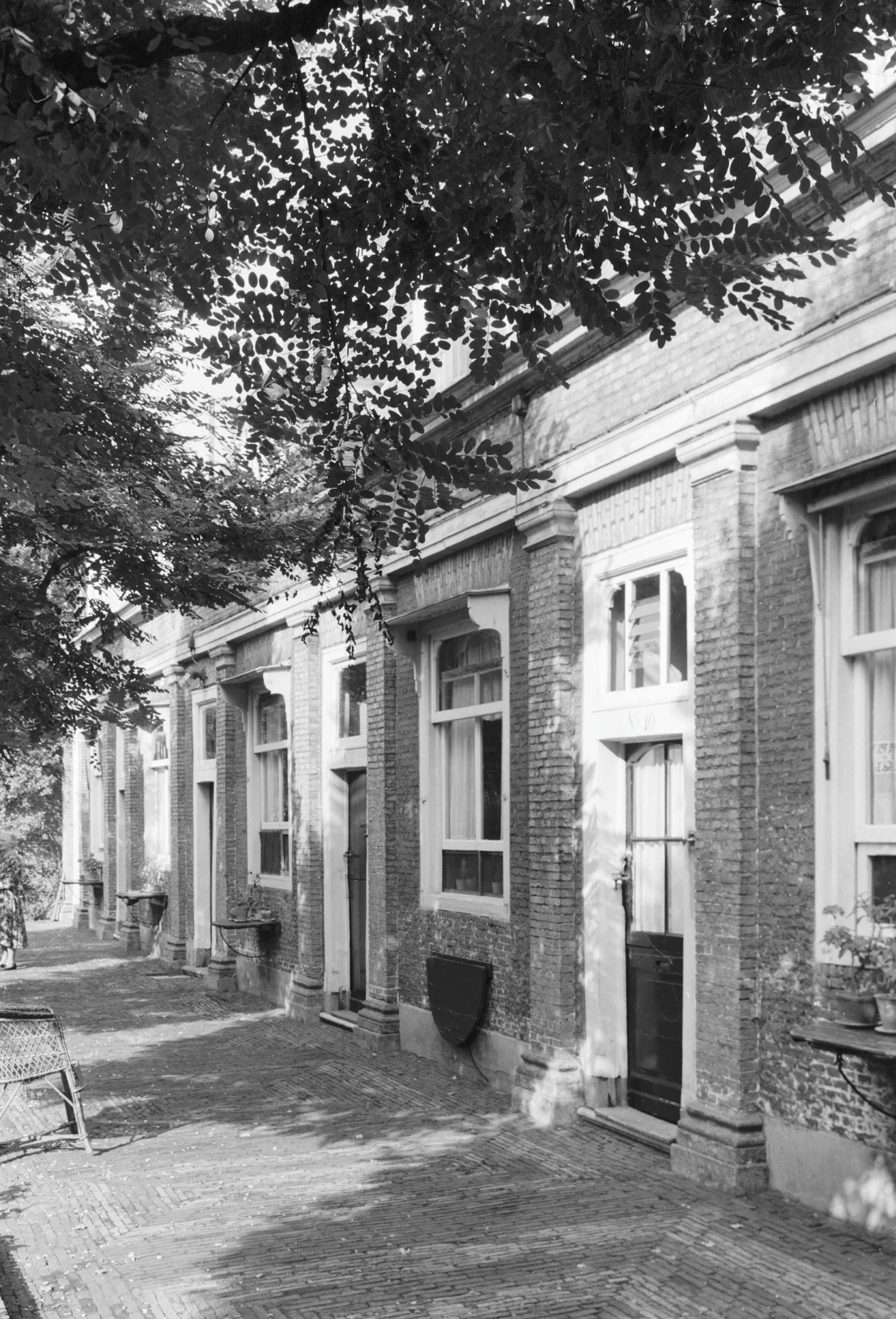
Deel van het hofje in 1963

Het Eva van Hoogeveenhof is een hofje aan de Doelensteeg 7, in de binnenstad van de Nederlandse stad Leiden, in de provincie Zuid-Holland.

## Geschiedenis
De bouw van het hofje werd gefinancierd uit de nalatenschap van Eva van Hoogeveen. Eva stamde uit een welgestelde familie. Zij was ongehuwd en in 1650 liet zij testamentair vastleggen dat met haar geld gekocht zou worden: "een ledigh erff of te huysinge, daarop getimmerd ende gemaeckt sal werden een hoffken van twaalf of dertien huyskens ofte cameren, daer in elcx sall woonen een eerlijcke vroupersoon, tenminste 40 jaren out, geen man hebbende".
In 1652, na haar dood, kochten de executeurs-testamentair (haar broer en een neef) een aantal bouwpercelen, gelegen achter het Rapenburg, op de plek waar het Klooster Roma had gestaan.

## Architectuur
Stadsarchitect Arent van 's-Gravesande maakte een eerste ontwerp voor de huisjes, en een geveltekening. De bouw werd voltooid in 1654. De poort aan de Doelensteeg werd in 1659 gerealiseerd. Het Latijnse opschrift boven de poort luidt (vertaald): "Eva van Hoogeveen, dochter van Albert (Aelbrecht), Heere van Hoogeveen, een zeer kuise en lofwaardige Maagd, heeft deze Huisjes ter ere van God voor kuise Maagden en eerbare Weduwen, in haar testament beschikt. Toeschouwer, loof de overledene en volg haar na". Bij dit opschrift is ook een schaap afgebeeld, zoals voorkomt in haar familiewapen. 

Het hof bestaat uit 12 huisjes, gelegen om een centrale binnentuin. In 1655 werd een poorthuis gebouwd met een regentenkamer op de eerste verdieping en een ingang aan de Doelengracht (Doelengracht 7a). Ook dit huis wordt momenteel als woning verhuurd en dient dus niet meer als vergaderruimte voor de regenten.
Opvallend aan de architectuur is de witte bovenlijst boven de ramen en deuren, gedragen door een rij pilasters van geel baksteen, in de stijl van Andrea Palladio. Ook de paden worden verlevendigd door in 2 kleuren gelegde bakstenen. Tegenwoordig staan naast de bloemtafeltjes onder de ramen gelijkvormige tuintafels en -stoelen.

## Bestuur
Tot in de twintigste eeuw waren de regenten gerelateerd aan de familie Van Hoogeveen. Na bijna
drie eeuwen "erfopvolging" besloten de laatste regenten uit de familie Van Roijen in 1939 gedrieën afstand te doen van hun verantwoordelijkheden als regent. Hierna lag de zorg voor het hofje voor korte tijd in handen van de burgemeester van Leiden, Adriaan van de Sande Bakhuyzen. Momenteel bestaat het college uit vier regenten, wonend in Leiden en omgeving. De regenten hebben steeds als taak gezien de huisjes in goede staat te behouden.

## Beheer
De eerste renovatie vond plaats in 1739. In dat jaar ook werden er acht linden in de tuin geplant en werd de pomp geplaatst. De pomp is versierd met een natuurstenen schaap, zoals voorkomt in het familiewapen van de familie Van Hoogeveen. In 1782 vond een kleine renovatie plaats. Stevige herstelwerkzaamheden moesten worden uitgevoerd na de ontploffing van het kruitschip in 1807, dat op zo'n 500m afstand aan het Steenschuur lag. De grootste renovatie van het hofje vond plaats tussen 1982 en 1985.

De huisjes worden bewoond door eenpersoons-huishoudens. Gezien de historische achtergrond van het hof worden de huisjes bij voorkeur verhuurd aan alleenstaande dames van middelbare leeftijd.

## Wetenswaardigheden
Het archief van het hofje bevindt zich bij het Regionaal Archief Leiden.